# Mala Vraca
Mala Vraca är en bergstopp i Kosovo, på gränsen till Nordmakedonien. Den ligger i den södra delen av landet, 90 km söder om huvudstaden Priština. Toppen på Mala Vraca är 2 536 meter över havet, eller 579 meter över den omgivande terrängen. Bredden vid basen är 7,5 km.
Terrängen runt Mala Vraca är kuperad åt sydväst, men åt nordost är den bergig. Runt Mala Vraca är det ganska tätbefolkat, med 111 invånare per kvadratkilometer. Närmaste större samhälle är Dragash, 16,9 km norr om Mala Vraca. Trakten runt Mala Vraca består till största delen av jordbruksmark.